# شورش بزرگ ساتراپ‌ها
شورش بزرگ ساتراپ‌ها یا شورش ساتراپ‌ها (۳۶۶–۳۶۰ پ. م) شورشی در دوران شاهنشاهی هخامنشی بود که ساتراپ‌های هخامنشی در آناتولی علیه حکومت اردشیر دوم به پا کردند. این ساتراپ‌ها داتامش، آریوبرزن و اروند نام داشتند. ماسول، سردودمان کاریا، نیز در این شورش شرکت داشت اما در میانه راه به اردشیر پیوست. این سلسله شورش‌ها همواره از سوی فراعنه دودمان سی‌ام مصر حمایت می‌شد اما در نهایت حکومت مرکزی با وجود سختی بسیار، موفق به سرکوب و فرونشاندن تمامی این شورش‌ها شد.

## شورش داتامش (۳۷۲–۳۶۲ پ. م)
داتامش، ساتراپ کاپادوکیه و یک فرمانده نظامی توانا و با استعداد بود که ساتراپی خود را از پدرش کامیسارس پس از ۳۸۴ پیش از میلاد به ارث برده بود، اما مشکلات او با دربار ایران باعث شد که او در سال ۳۷۲ پیش از میلاد به شورش بپردازد. دربار به ساتراپ‌های همسایه، وادفرداد در لیدیه و آرتومپارا در لیکیه دستور داد تا شورش او را سرکوب کنند، اما داتامش با موفقیت در برابر حملات آنها مقاومت کرد. داتامش در سال ۳۶۲ پیش از میلاد، پس از خیانت دامادش میتروبرزنس کشته شد.

## شورش آریوبرزن (۳۶۶–۳۶۳ پ. م)
آریوبرزن یکم کیوس که از دودمان فارناکیان و حاکم شهر کیوس بود که بعد از انتصاب پدرش (برادرش) فارناباز دوم به فرماندهی ارتش اعزامی به مصر،به‌طور موقت تا رسیدن آرتاباز دوم به سن قانونی، عهده‌دار اداره ساتراپی فریگیه هلسپونت شد. اما هنگامی که آرتاباز دوم خواست ساتراپی را از برادرش (یا عمویش) بازپس گیرد، آریوبرزن نپذیرفت. در نهایت، در حدود سال ۳۶۷ پیش از میلاد، آریوبرزن در شورشی علیه اردشیر دوم، شاه هخامنشی، به داتامش، ساتراپ کاپادوکیه و کیلیکیه پیوست. اردشیر در مقابل، وادفرداد، ساتراپ لیدیه را فرمان به فرونشاندن این شورش داد و او توانست آریوبرزن را از بخش بزرگی از ساتراپی‌اش بیرون راند. اما آریوبرزن که روابط خوبی با دولت‌شهرهای یونانی داشت مورد حمایت آنان قرار گرفت و یونانیان در سال ۳۶۵ پ. م ۳۰ کشتی و ۸٬۰۰۰ سرباز مزدور را در اختیار او قرار دادند. آریوبرزن به پاس این کمک، شهرهای سستوس و کریتوت در تراکیه خرسونسوس (شبه‌جزیرهٔ گالیپولی) را به یونانیان تقدیم داشت و آنان نیز شهروندی آتن را به او و سه پسرش اعطا کردند. این شورشیان همچنین توسط برخی از دولت‌شهرهای یونان حمایت می‌شدند و پادشاه اسپارتی آگسیلائوس دوم با یک نیروی مزدور به کمک آنها می‌آمد. تئوس، فرعون مصر (از دودمان سی‌ام مصر) نیز به حمایت از ساتراپ‌های شورشی پرداخت و به همراه اسپارت، کمک‌های قابل توجهی برای آنان فرستاد.آریوبرزن در سال ۳۶۶ پیش از میلاد در محاصره آدرامیتیون از سوی ماسول و وادفرداد مقاومت کرد، تا اینکه آگسیلائوس دربارهٔ عقب‌نشینی محاصره کنندگان مذاکره کرد. با وجود این، شورش ساتراپ‌ها در زمستان سال ۳۶۳–۳۶۲ پیش از میلاد شکست خورد و آریوبرزن با خیانت پسرش مهرداد به او، دستگیر و اعدام شد.

## شورش اروند (۳۶۲ پ. م)
در سال ۳۶۲ پیش از میلاد، اروند یکم، ساتراپ ارمنستان، پس از اینکه شاه بزرگ به او دستور داد به میسیا نقل مکان کند، شورش کرد. ساتراپ‌های دیگر نیز او را به عنوان رهبر شورش شناختند، اما اروند پس از مدتی به دنبال مصالحه با پادشاه شد و به ساتراپ‌های دیگر خیانت کرد و شورش اندکی پس از آن فروپاشید. اروند بخش زیادی از سواحل دریای اژه را دریافت کرد، درحالی که داتامش پس از خیانت دامادش کشته شد. آریوبرزن نیز کشته شد، اما ساتراپ‌های شورشی دیگر مورد عفو شاه قرار گرفتند و بدین ترتیب شورش پایان یافت.